# 海尾镇
海尾镇，是中华人民共和国海南省昌江黎族自治县下辖的一个乡镇级行政单位。

## 行政区划
海尾镇下辖以下地区：
海尾社区、沙渔塘社区、新港社区、进董村、海农村、白沙村、沙地村、打显村、五大村、南罗村、大安村、三联村、长山村、五联村、高石塘村和海南核电有限公司社区。